# MetroStars 1998
 Questa voce raccoglie le informazioni riguardanti il MetroStars nelle competizioni ufficiali della stagione 1998.

## Stagione
I MetroStars terminarono il campionato al 3º posto di Eastern Conference e al 6º nella classifica generale, qualificandosi ai play-off. Nel primo turno di play-off la squadra fu sconfitta dai Columbus Crew. Nella U.S. Open Cup la squadra guidata dal tecnico spagnolo Alfonso Mondelo perse in semifinale ancora una volta contro il club dell'Ohio. In seguito alla sonora sconfitta interna per 5-0 ad opera del D.C. United del 16 settembre, Mondelo fu esonerato e la guida tecnica per l'ultima parte della stagione fu affidata allo jugoslavo Bora Milutinović.

## Maglie e sponsor
| Casa | Trasferta |

## Rosa
| N. |                        | Ruolo | Calciatore            |
| -- | ---------------------- | ----- | --------------------- |
| 1  | Stati Uniti (bandiera) | P     | Tony Meola (capitano) |
| 2  | Stati Uniti (bandiera) | D     | Jeff Zaun             |
| 3  | Stati Uniti (bandiera) | D     | Mark Semioli          |
| 4  | Argentina (bandiera)   | D     | Diego Soñora          |
| 5  | Colombia (bandiera)    | D     | Arley Palacios        |
| 6  | Stati Uniti (bandiera) | C     | Mike Sorber           |
| 7  | Ecuador (bandiera)     | C     | Wellington Sánchez    |
| 8  | Inghilterra (bandiera) | C     | Paul Dougherty        |
| 8  | Stati Uniti (bandiera) | C     | Mike Duhaney          |
| 9  | Cile (bandiera)        | A     | Marcelo Vega          |
| 10 | Stati Uniti (bandiera) | C     | Tab Ramos             |
| 12 | Stati Uniti (bandiera) | D     | Mike Petke            |

| N. |                        | Ruolo | Calciatore        |
| -- | ---------------------- | ----- | ----------------- |
| 13 | Stati Uniti (bandiera) | C     | Jim Rooney        |
| 15 | Stati Uniti (bandiera) | D     | Rhett Harty       |
| 16 | Stati Uniti (bandiera) | D     | Ramiro Corrales   |
| 17 | Colombia (bandiera)    | A     | Giovanni Savarese |
| 18 | Stati Uniti (bandiera) | P     | Tim Howard        |
| 19 | Stati Uniti (bandiera) | C     | Miles Joseph      |
| 20 | Stati Uniti (bandiera) | C     | Brian Kelly       |
| 21 | Stati Uniti (bandiera) | C     | Kerry Zavagnin    |
| 22 | Stati Uniti (bandiera) | D     | Alexi Lalas       |
| 24 | Stati Uniti (bandiera) | C     | Billy Walsh       |
| 29 | Ecuador (bandiera)     | A     | Eduardo Hurtado   |

## Risultati

### Major League Soccer

#### Play-off
| Arbitro: | Saheli |

|                                                |           |                                          |
| McBride 9’, 12’ Smith 33’ Farrell 38’ John 58’ | Marcatori | 53’ Hurtado 60’ (rig.) Sorber 80’ Joseph |

| Arbitro: | Kennedy |

|                                     |                |                                       |
| Ramos 13’                           | Marcatori      | 22’ John                              |
| Ramos Savarese Duhaney Sorber Petke | Shootout 2 – 3 | Thompson Yeagley Dooley John Williams |

### U.S. Open Cup
| 8 luglio 1998 Terzo turno                 | MetroStars | 1 – 0 (d.t.s.) | Hampton R.M. |  |
| \| \| \| \| \| Hurtado \| Marcatori \| \| |            |                |              |  |
|                                           |            |                |              |  |
| Hurtado                                   | Marcatori  |                |              |  |

| Arbitro: | Scott |

|                                         |           |  |
| Savarese 33’, 35’ Rooney 75’ Sorber 77’ | Marcatori |  |

| Arbitro: | Weyland |

|              |           |  |
| Iribarren 5’ | Marcatori |  |

## Statistiche

### Statistiche di squadra
| Competizione        | Punti | Totale | Totale | Totale | Totale | Totale | Totale | DR |
| Competizione        | Punti | G      | V      | S      | P      | Gf     | Gs     | DR |
| ------------------- | ----- | ------ | ------ | ------ | ------ | ------ | ------ | -- |
| Major League Soccer | 39    | 32     | 12     | 3      | 17     | 54     | 63     | -9 |
| Play-off            | -     | 2      | 0      | 0      | 2      | 4      | 6      | -2 |
| U.S. Open Cup       | -     | 3      | 2      | 0      | 1      | 5      | 1      | +4 |
| Totale              | -     | 37     | 14     | 3      | 20     | 63     | 70     | -7 |